# Liste de films tournés dans le département du Bas-Rhin
Un certain nombre d'œuvres cinématographiques et télévisuelles ont été tournés dans le département du Bas-Rhin.
Voici une liste à compléter de films, téléfilms, feuilletons télévisés, films documentaires... tournés dans le département du Bas-Rhin, classés par commune et lieu de tournage et date de diffusion.
- Haut – A
- B
- C
- D
- E
- F
- G
- H
- I
- J
- K
- L
- M
- N
- O
- P
- Q
- R
- S
- T
- U
- V
- W
- X
- Y
- Z

## A
- Haut – A
- B
- C
- D
- E
- F
- G
- H
- I
- J
- K
- L
- M
- N
- O
- P
- Q
- R
- S
- T
- U
- V
- W
- X
- Y
- Z

## B
- Haut – A
- B
- C
- D
- E
- F
- G
- H
- I
- J
- K
- L
- M
- N
- O
- P
- Q
- R
- S
- T
- U
- V
- W
- X
- Y
- Z

- Bœrsch
  - 1971 : La Décade prodigieuse de Claude Chabrol

## C
- Haut – A
- B
- C
- D
- E
- F
- G
- H
- I
- J
- K
- L
- M
- N
- O
- P
- Q
- R
- S
- T
- U
- V
- W
- X
- Y
- Z

- Climbach
  - 1987 : Champ d'honneur de Jean-Pierre Denis[1]

## D
- Haut – A
- B
- C
- D
- E
- F
- G
- H
- I
- J
- K
- L
- M
- N
- O
- P
- Q
- R
- S
- T
- U
- V
- W
- X
- Y
- Z

## E
- Haut – A
- B
- C
- D
- E
- F
- G
- H
- I
- J
- K
- L
- M
- N
- O
- P
- Q
- R
- S
- T
- U
- V
- W
- X
- Y
- Z

- Eichhoffen
  - 1974 : Les Vacanciers de Michel Gérard[2]

## F
- Haut – A
- B
- C
- D
- E
- F
- G
- H
- I
- J
- K
- L
- M
- N
- O
- P
- Q
- R
- S
- T
- U
- V
- W
- X
- Y
- Z

- Froeschwiller
  - 1987 : Champ d'honneur de Jean-Pierre Denis[1]

## G
- Haut – A
- B
- C
- D
- E
- F
- G
- H
- I
- J
- K
- L
- M
- N
- O
- P
- Q
- R
- S
- T
- U
- V
- W
- X
- Y
- Z

## H
- Haut – A
- B
- C
- D
- E
- F
- G
- H
- I
- J
- K
- L
- M
- N
- O
- P
- Q
- R
- S
- T
- U
- V
- W
- X
- Y
- Z

- Haguenau
  - 1968 : La Motocyclette de Jack Cardiff
  - 1992 : La Fille de l'air de Maroun Bagdadi[3]
  - 2014: Le jour de la Comète de Cédric Hachard, Hervé Freiburger et Sébastien Milhou.

## I
- Haut – A
- B
- C
- D
- E
- F
- G
- H
- I
- J
- K
- L
- M
- N
- O
- P
- Q
- R
- S
- T
- U
- V
- W
- X
- Y
- Z

- Itterswiller
  - 1969 : L'Auvergnat et l'Autobus de Guy Lefranc[4]
  - 1974 : Les Vacanciers de Michel Gérard[2]

## J
- Haut – A
- B
- C
- D
- E
- F
- G
- H
- I
- J
- K
- L
- M
- N
- O
- P
- Q
- R
- S
- T
- U
- V
- W
- X
- Y
- Z

## K
- Haut – A
- B
- C
- D
- E
- F
- G
- H
- I
- J
- K
- L
- M
- N
- O
- P
- Q
- R
- S
- T
- U
- V
- W
- X
- Y
- Z

## L
- Haut – A
- B
- C
- D
- E
- F
- G
- H
- I
- J
- K
- L
- M
- N
- O
- P
- Q
- R
- S
- T
- U
- V
- W
- X
- Y
- Z

- Lauterbourg
  - 1968 : La Motocyclette de Jack Cardiff[5]

## M
- Haut – A
- B
- C
- D
- E
- F
- G
- H
- I
- J
- K
- L
- M
- N
- O
- P
- Q
- R
- S
- T
- U
- V
- W
- X
- Y
- Z

- Mittelbergheim
  - 1974 : Les Vacanciers de Michel Gérard[2]

## N
- Haut – A
- B
- C
- D
- E
- F
- G
- H
- I
- J
- K
- L
- M
- N
- O
- P
- Q
- R
- S
- T
- U
- V
- W
- X
- Y
- Z

- Natzwiller
  - 1958 : Le Bal des maudits de Edward Dmytryk (Camp de concentration de Natzweiler-Struthof)[6]
  - 1981 : Les Uns et les Autres de Claude Lelouch (Camp de concentration de Natzweiler-Struthof)[7]

- Niederbronn-les-Bains
  - 1998 : Douche froide de Pierre Alt (Château de Jaegerthal)[8]

## O
- Haut – A
- B
- C
- D
- E
- F
- G
- H
- I
- J
- K
- L
- M
- N
- O
- P
- Q
- R
- S
- T
- U
- V
- W
- X
- Y
- Z

- Orschwiller
  - 1937 : La Grande Illusion de Jean Renoir (château du Haut-Koenigsbourg)[9]
  - 1957 : Les Aventures d'Arsène Lupin de Jacques Becker (château du Haut-Koenigsbourg)[10]
  - 1967 : Le Golem téléfilm de Jean Kerchbron (château du Haut-Koenigsbourg)[11]
  - 1978 : Mazarin mini-série de Pierre Cardinal (château du Haut-Koenigsbourg)
  - 1987 : Agent trouble de Jean-Pierre Mocky

- Osthoffen
  - 2012 : Malgré-elles de Denis Malleval (Château d'Osthoffen)[12]

## P
- Haut – A
- B
- C
- D
- E
- F
- G
- H
- I
- J
- K
- L
- M
- N
- O
- P
- Q
- R
- S
- T
- U
- V
- W
- X
- Y
- Z

## Q
- Haut – A
- B
- C
- D
- E
- F
- G
- H
- I
- J
- K
- L
- M
- N
- O
- P
- Q
- R
- S
- T
- U
- V
- W
- X
- Y
- Z

## R
- Haut – A
- B
- C
- D
- E
- F
- G
- H
- I
- J
- K
- L
- M
- N
- O
- P
- Q
- R
- S
- T
- U
- V
- W
- X
- Y
- Z

- Rott
  - 1987 : Champ d'honneur de Jean-Pierre Denis[1]

## S
- Haut – A
- B
- C
- D
- E
- F
- G
- H
- I
- J
- K
- L
- M
- N
- O
- P
- Q
- R
- S
- T
- U
- V
- W
- X
- Y
- Z

- Saverne
  - 2016 : Capitaine Marleau `Saison 1, Épisode 3 : Les Mystères de la foi série télévisée de Josée Dayan

- Schiltigheim
  - 2016 : Capitaine Marleau `Saison 1, Épisode 2 : Le Domaine des sœurs Meyer série télévisée de Josée Dayan (brasserie Schutzenberger)

- Schirmeck
  - 2011 :  Tous les soleils de Philippe Claudel[13]

- Strasbourg
  - 1946 : Fils de France de Pierre Blondy
  - 1960 : Le Panier à crabes de Joseph Lisbona
  - 1960 : Le Voyage en ballon d'Albert Lamorisse[14]
  - 1968 : L'Homme du Picardie, feuilleton télévisé de Jacques Ertaud[15],[16],[17],[18],[19],[20],[21],[22],[23]
  - 1969 : L'Auvergnat et l'Autobus de Guy Lefranc[4]
  - 1971 : La Décade prodigieuse de Claude Chabrol
  - 1976 : Monsieur Klein de Joseph Losey[24]
  - 1977 : Julia de Fred Zinnemann[25]
  - 1983 : L'Ami de Vincent de Pierre Granier-Deferre[26]
  - 1984 : Retenez-moi... ou je fais un malheur ! de Michel Gérard
  - 1996 : Les Alsaciens ou les Deux Mathilde de Michel Favart
  - 1998 : L'inconnu de Strasbourg de Valeria Sarmiento
  - 2004 : La confiance règne de Etienne Chatiliez[27]
  - 2004 : Mensonges et trahisons et plus si affinités... de Laurent Tirard[28]
  - 2006 : Indigènes de Rachid Bouchareb[29]
  - 2008 : Un vrai papa Noël de José Pinheiro[30]
  - 2008 : Le Septième Juré téléfilm de Edouard Niermans[31]
  - 2009 : D'une seule voix de Xavier de Lauzanne
  - 2010 : Les Châtaigniers du désert de Caroline Huppert[32]
  - 2011 :  Tous les soleils de Philippe Claudel[13]
  - 2011 : Sherlock Holmes : Jeu d'ombres de Guy Ritchie[33]
  - 2014 : Qu'Allah bénisse la France d'Abd Al Malik
  - 2014 : Party Girl de Marie Amachoukeli-Barsacq[34]
  - 2016 : Baden Baden de Rachel Lang
  - 2017 : Mon poussin de Frédéric Forestier
  - 2017 : Capitaine Marleau `Saison 1, Épisode 6 : La Nuit de la lune rousse série télévisée de Josée Dayan
  - 2018 : À genoux les gars de Antoine Desrosières
  - 2020 : Les Parfums de Grégory Magne

## T
- Haut – A
- B
- C
- D
- E
- F
- G
- H
- I
- J
- K
- L
- M
- N
- O
- P
- Q
- R
- S
- T
- U
- V
- W
- X
- Y
- Z

## U
- Haut – A
- B
- C
- D
- E
- F
- G
- H
- I
- J
- K
- L
- M
- N
- O
- P
- Q
- R
- S
- T
- U
- V
- W
- X
- Y
- Z

## V
- Haut – A
- B
- C
- D
- E
- F
- G
- H
- I
- J
- K
- L
- M
- N
- O
- P
- Q
- R
- S
- T
- U
- V
- W
- X
- Y
- Z

## W
- Haut – A
- B
- C
- D
- E
- F
- G
- H
- I
- J
- K
- L
- M
- N
- O
- P
- Q
- R
- S
- T
- U
- V
- W
- X
- Y
- Z

- Wissembourg
  - 1933 : L'Ami Fritz de Jacques de Baroncelli[35]

## X
- Haut – A
- B
- C
- D
- E
- F
- G
- H
- I
- J
- K
- L
- M
- N
- O
- P
- Q
- R
- S
- T
- U
- V
- W
- X
- Y
- Z

## Y
- Haut – A
- B
- C
- D
- E
- F
- G
- H
- I
- J
- K
- L
- M
- N
- O
- P
- Q
- R
- S
- T
- U
- V
- W
- X
- Y
- Z

## Z
- Haut – A
- B
- C
- D
- E
- F
- G
- H
- I
- J
- K
- L
- M
- N
- O
- P
- Q
- R
- S
- T
- U
- V
- W
- X
- Y
- Z